# Pieter Faes
Pieter Faes, né le 14 juillet 1750 et mort le 22 décembre 1814, est un peintre flamand de natures mortes et de fleurs.

## Biographie
Pieter Faes naît dans le village de Meer (qui fait maintenant partie de Hoogstraten, dans la province d'Anvers). Il étudie à l'Académie d'Anvers. À l'Académie, il fait la connaissance de Georges Frédéric Ziesel et de Jean François Eliaerts qui se spécialisent dans les bouquets de fleurs comme lui.
Il est l'un des fondateurs en 1788 d'une société d'artistes connue sous le nom de Genootschap ter aanmoediging der Schoone Kunsten, connue sous sa forme abrégée de Konstmaatschappij (la " Société des Arts"). Parmi les autres fondateurs figurent Hendrik Frans de Cort, Balthasar Paul Ommeganck, Miss Herry, Jan Josef Horemans les plus Jeunes, Ferdinand Verhoeven, Hendrik Aarnout Myin, Frans Balthazar Solvyns, Mattheus, Ignace van Bree, Maria Jacoba Ommeganck, Marten Waefelaerts (en) et beaucoup d'autres. Le but de la société est de promouvoir et d'apprécier des œuvres d'art de ses divers membres dans un cadre informel. La première exposition de la société a lieu à Anvers en 1789,.  Dans cette exposition, Faes expose deux natures mortes de fleurs.  Faes participe activement à la gestion de la "Konstmaatschappij" et aide à trouver des locaux pour celle-ci. D'autres artistes rejoignent plus tard la Konstmaatschappij, dont Mattheus Ignatius van Bree, Maria Jacoba Ommeganck, Marten Waefelaerts et bien d'autres encore.  À la fin de 1800, la "Konstmaatschappij" est fusionnée avec la "Genootschap der Kunsten" nouvellement créée.  L'organisation fusionnée organise une exposition annuelle des œuvres de ses membres,.
Son travail est très bien accueilli et ses mécènes comprennent Maria Christina, la régente commune des Pays-Bas Autrichiens. Elle ramène beaucoup de ses tableaux à Vienne à son retour.
Par le mariage, il a été lié au peintre néo-classicisme anversois Andries Cornelis Lens. Il meurt à Anvers.

## Œuvre
Son œuvre suit la manière de peindre des fleurs et des fruits de Van Huysum. Ses tableaux montrent une touche fine et une palette harmonieuse. Son style décoratif était poli mais sec.
Ses peintures de fleurs servent de modèles au peintre anversois Jean-Baptiste Berré.

Œuvres de Pieter Faes
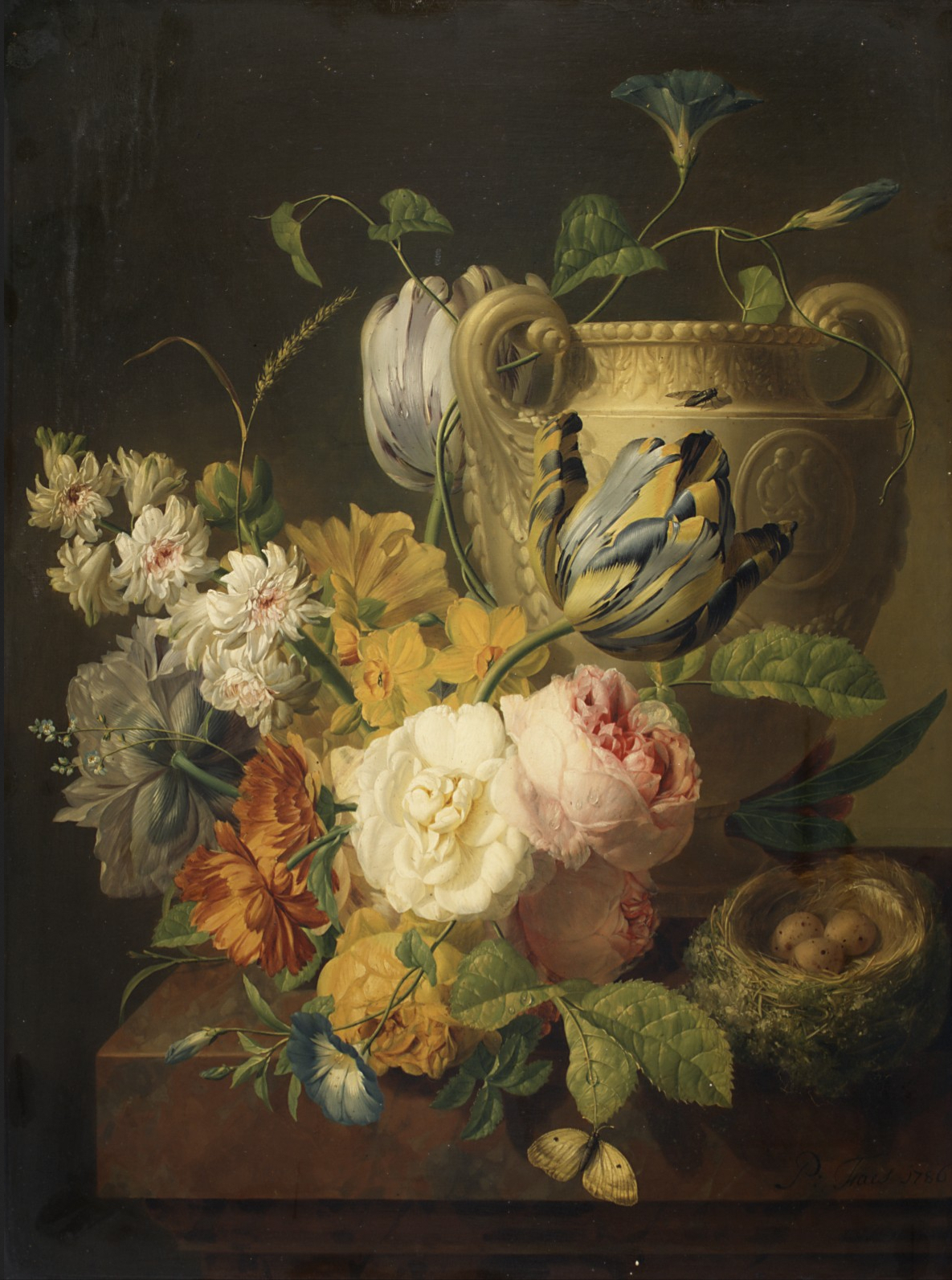
Fleurs avec un vase en pierre, 1786, New York, Metropolitan Museum of Art.
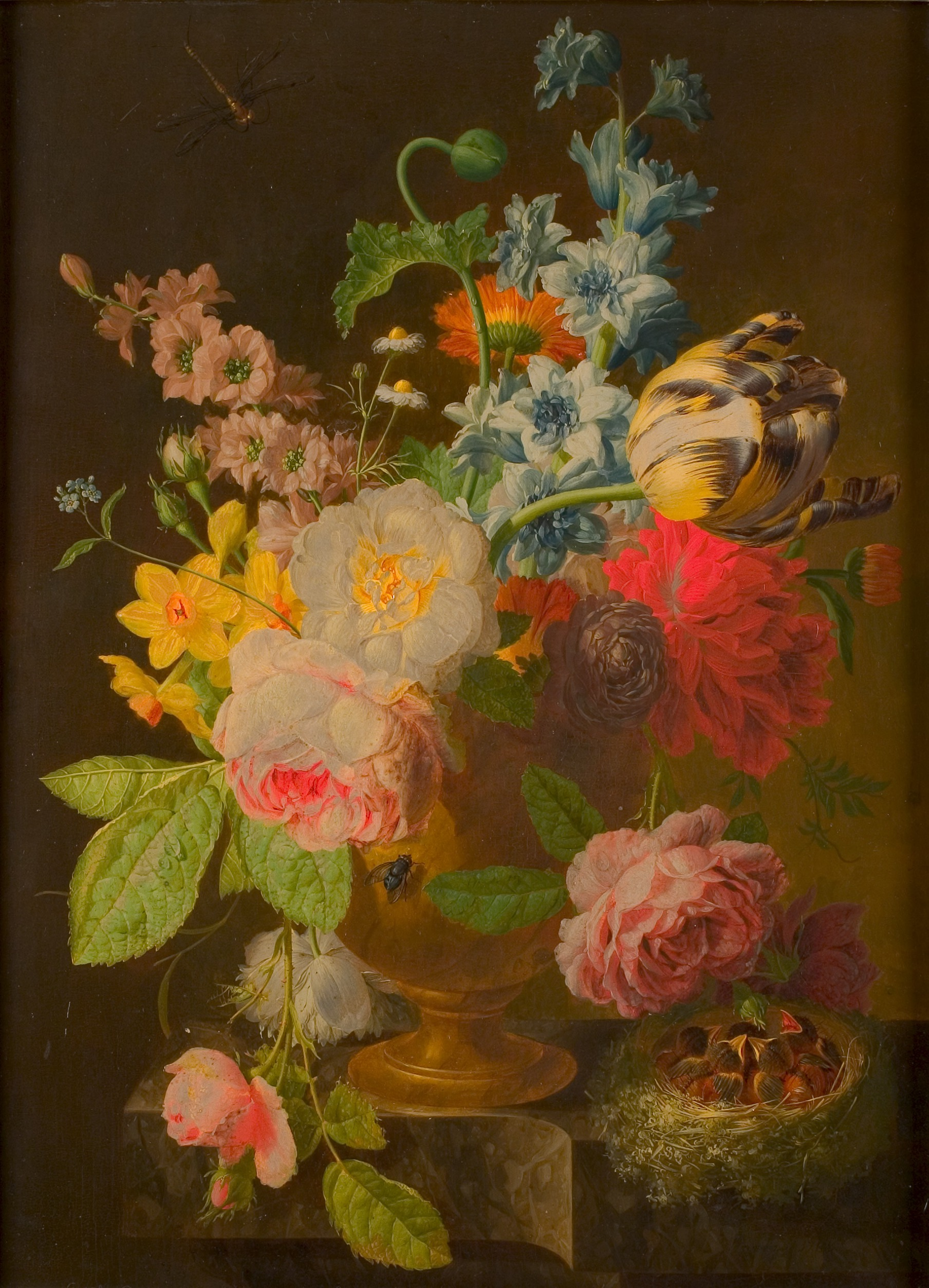
Nature morte aux fleurs avec un nid d'oisillons, 1788, Enschede, Rijksmuseum Twenthe (nl).
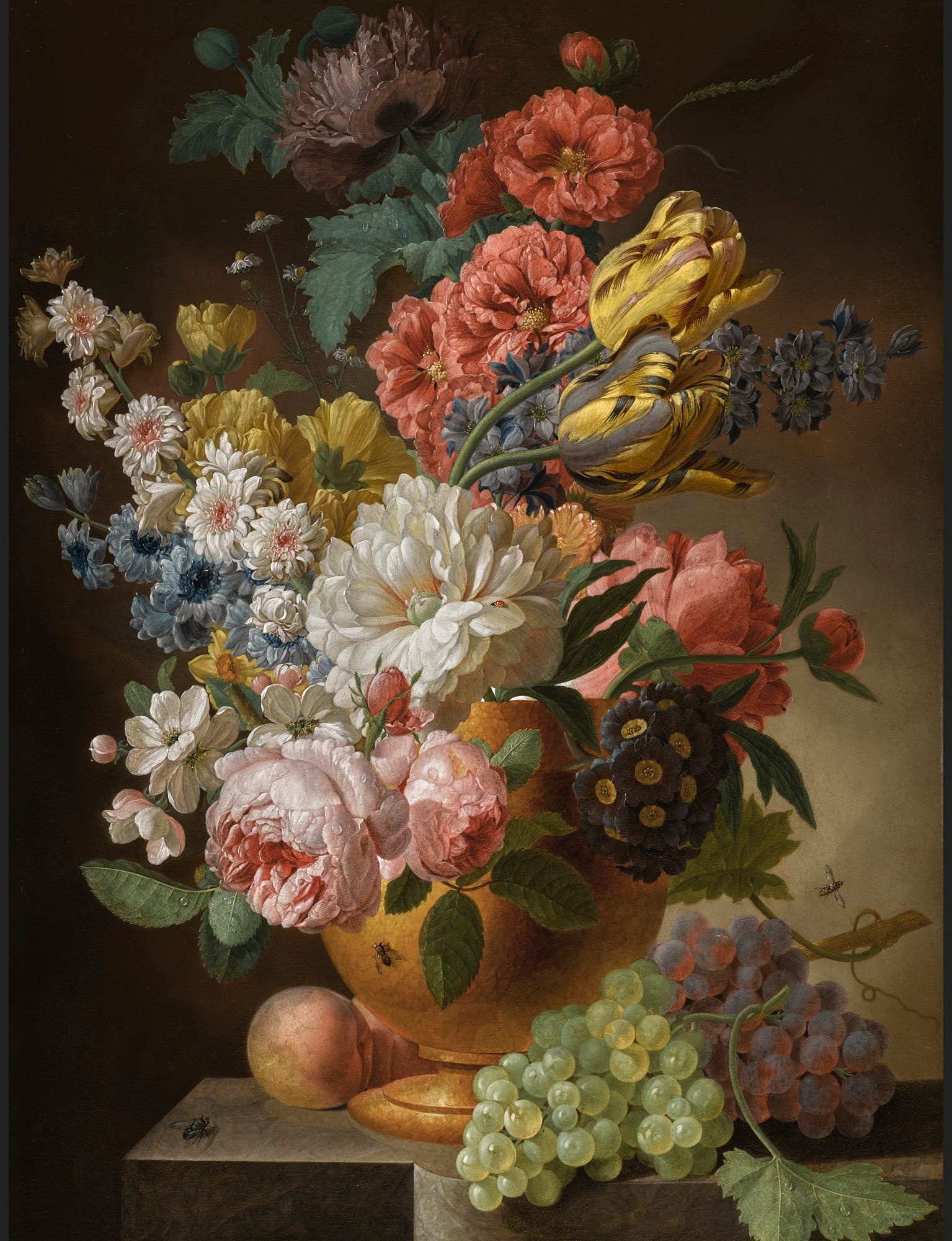
Nature morte de roses, tulipes, œillets et autres fleurs dans une urne sur un rebord en pierre, avec pêches et raisins, localisation inconnue.